# メソポーラスシリカ
メソポーラスシリカ (mesoporous silica) とは、二酸化ケイ素（シリカ）を材質として、均一で規則的な細孔（メソ孔）を持つ物質のことである。メソポーラスシリカの粉末は、触媒や吸着材料として、薄膜は光学デバイスやガスセンサー、分離膜などとして、新しい応用が期待された研究が行われている。
IUPACでは触媒分野において、直径 2 nm 以下の細孔をマイクロ孔、直径 2–50 nm の細孔をメソ孔、直径 50 nm 以上の細孔をマクロ孔と定義している。
メソポーラスシリカと同様に多孔質物質としてよく知られ、やはり二酸化ケイ素を主な骨格とするゼオライトの細孔径は直径 0.5–2 nm であるのに対し、メソポーラスシリカはそれよりも大きい主に 2–10 nm 程度の細孔径を持つ。そのため、ゼオライトのマイクロ孔には侵入できないタンパク質やDNAなどといった巨大分子を取り込むことができる（物理吸着）。
しかし、ゼオライトの細孔壁は結晶状であるのに対し、メソポーラスシリカの細孔壁はアモルファス状であるため、ゼオライトに比べて耐熱性、耐水性や機械的強度が低く、固体酸性を持たず、ゼオライトほど細孔径分布は均一でない。

## 合成
現在まで様々な合成手法が考案されており、早稲田大学の研究グループが1990年に、メソ多孔体の細孔径制御に世界で初めて成功した。
一般的には界面活性剤を鋳型としたゾルゲル法が用いられる。これを、分子鋳型法（テンプレート法）という。本法は1992年に米国石油会社モービルの研究グループによって開発された。
水溶液中に臨界ミセル濃度以上の濃度で界面活性剤を溶解させると、界面活性剤の種類に応じて一定の大きさと構造をもつミセル粒子が形成される。しばらく静置するとミセル粒子が充填構造をとり、コロイド結晶となる。(自己組織化)ここで溶液中にシリカ源となるテトラエトキシシランなどを加え、微量の酸あるいは塩基を触媒として加えると、コロイド粒子の隙間でゾルゲル反応が進行しシリカゲル骨格が形成される。最後に高温で焼成すると、鋳型とした界面活性剤が分解・除去されて純粋なメソポーラスシリカが得られる。
界面活性剤の種類を変更することで、細孔の大きさや形、充填構造を制御することができる。代表的なものとして、小分子系カチオン性界面活性剤を用いるMCMシリーズ、ブロックコポリマーを用いるSBAシリーズが知られている。メソポーラスシリカ内部を有機分子などで修飾して有機無機ハイブリッド材料とする研究も行われている。